# Рябинки (Владимирская область)
Рябинки — деревня в Юрьев-Польском районе Владимирской области России, входит в состав Небыловского сельского поселения.

## География
Деревня расположена в 15 км на северо-запад от центра поселения села Небылое и в 14 км на юго-восток от райцентра города Юрьев-Польский, близ автодороги 17А-1 Владимир – Юрьев-Польский.

## История
В XIX — начале XX века деревня входила в состав Никульской волости Юрьевского уезда, с 1925 года — в составе Лучинской волости Юрьев-Польского уезда Иваново-Вознесенской губернии. В 1859 году в деревне числилось 20 дворов, в 1905 году — 32 двора.
С 1929 года деревня входила в состав Никульского сельсовета Юрьев-Польского района, с 1935 года — в составе Небыловского района, с 1963 года в составе — Юрьев-Польского района, с 1977 года — в составе Федоровского сельсовета, с 2005 года — в составе Небыловского сельского поселения.

## Население
| 1859 | 1905 | 2002 | 2010 | 2021 |
| ---- | ---- | ---- | ---- | ---- |
| 140  | ↗207 | ↘9   | ↗29  | ↘22  |